# Napo orso capo
Napo orso capo (Help!... It's the Hair Bear Bunch!), nota anche come La gang degli orsi, è una serie televisiva animata statunitense del 1971, creata da Joe Ruby e Ken Spears.
La serie è stata trasmessa per la prima volta negli Stati Uniti su CBS dall'11 settembre 1971 all'8 gennaio 1972, per un totale di 16 episodi ripartiti su una stagione. In Italia è stata trasmessa sul Programma Nazionale, all'interno della TV dei ragazzi, dal 17 ottobre 1973.

## Trama
I protagonisti sono una banda di tre orsi composti dal piccolo Bubi, dal grosso Square, e dal capo della banda, l'orso capellone Hair. I tre vivono nella Cave Block 9, una lussuosa caverna tecnologicamente avanzata, e si aggirano nello zoo americano di Wonderland alla continua ricerca di cibo. Napo è la parodia di uno hippie, trasandato, vanitoso e appassionato di musica. Con vari stratagemmi i tre riescono a rimediare il cibo e a sfuggire ai guardiani, lo stressato e irritabile Mr. Peevly ed il suo imbranato assistente Botch.

## Episodi
| Nº | Titolo originale                     | Titolo italiano                          | Prima TV USA      | Prima TV Italia  |
| -- | ------------------------------------ | ---------------------------------------- | ----------------- | ---------------- |
| 1  | Keep Your Keeper                     | Guarda il tuo guardiano                  | 11 settembre 1971 | 24 ottobre 1973  |
| 2  | Rare Bear Bungle                     | Un raro esemplare                        | 18 settembre 1971 | 17 ottobre 1973  |
| 3  | Raffle Ruckus                        | Raffle Ruckus                            | 25 settembre 1971 |                  |
| 4  | Bridal Boo Boo                       | L'orecchio spia                          | 2 ottobre 1971    |                  |
| 5  | No Space Like Home                   | Scherzi di una fuga                      | 9 ottobre 1971    | 19 dicembre 1973 |
| 6  | Love Bug Bungle                      | Filtro d'amore                           | 16 ottobre 1971   |                  |
| 7  | I'll Zoo You Later                   | In paracadute sullo zoo                  | 23 ottobre 1971   | 14 novembre 1973 |
| 8  | Ark Lark                             | Il gioco dell'arca                       | 30 ottobre 1971   | 7 novembre 1973  |
| 9  | Gobs of Gobaloons                    | Gobs of Gobaloons                        | 6 novembre 1971   |                  |
| 10 | Panda Pandamonium                    | Pandemonio per un panda                  | 13 novembre 1971  |                  |
| 11 | Closed Circuit TV                    | Circuito chiuso                          | 20 novembre 1971  | 5 dicembre 1973  |
| 12 | The Bear Who Came To Dinner          | L'orso che viene a cena                  | 27 novembre 1971  |                  |
| 13 | Unbearable Peevly                    | L'insopportabile Peevly                  | 4 dicembre 1971   |                  |
| 14 | Goldilocks and the Three Bears       | Riccioli d'oro e i tre orsi              | 11 dicembre 1971  |                  |
| 15 | The Diet Caper                       | La dieta                                 | 18 dicembre 1971  |                  |
| 16 | Kling Klong versus The Masked Marvel | Kling Klong contro Meraviglia Mascherata | 8 gennaio 1972    |                  |

## Personaggi e doppiatori
- Napo / Hair (in originale: Hair Bear), voce originale di Daws Butler, italiana di Franco Latini.
- Babà / Square (Square Bear), voce originale di William Callaway, italiana di Gino Pagnani (1º doppiaggio) e Marco Joannucci (2º doppiaggio).
- Cico / Bubi (in originale: Bubi Bear), voce originale di Paul Winchell, italiana di Antonella Rendina (1º doppiaggio).
- Sig. Otto / Mr. Peevly, voce originale di John Stephenson, italiana di Enrico Luzi (1º doppiaggio).
- McKallock / Lionel Botch, voce originale di Joe E. Ross, italiana di Renato Mori (1º doppiaggio) e Leo Valeriano (2º doppiaggio).
- Sovrintendente, voce originale di John Stephenson, italiana di Franco Latini (2º doppiaggio).